# 세타 중간자
세타 중간자(theta meson)는 꼭대기 쿼크와 꼭대기 반쿼크로 이루어진 가상의 유사벡터 중간자다. 꼭대기 쿼크가 너무나 무겁기 때문에 하드론화가 힙들어, 아직 발견되지 않았다. 기호는 그리스 문자 세타 (θ).

## 같이 보기
- 티 중간자
- 꼭대기 쿼크